# Soundwave traveller
Soundwave traveller is het debuutalbum van Syn. Van debuutalbum is alleen sprake als men het ziet vanuit datum uitgifte. Bijna alle opnamen die Syn maakte stammen uit dezelfde tijd. De muziek is uit de Berlijnse School voor elektronische muziek en dan wel uit het tijdperk begin jaren 70. Dus relatief lage tracks met wisselende sfeerbeelden. Alle muziek is opgenomen in de eigen geluidsstudio van Syns enige lid Dewdney; standplaats Methil nabij Fife, Schotland.

## Musici
- David T. Dewdney – synthesizers, elektronica

## Muziek
| Nr. | Titel                                          | Duur  |
| --- | ---------------------------------------------- | ----- |
| 1.  | Soundwave traveller (opgenomen maart/mei 2000) | 31:56 |
| 2.  | Freefall (opgenomen augustus 2000)             | 16:10 |
| 3.  | Sonus (part 3) (opgenomen maart 2001)          | 23:27 |